# Список эпизодов шоу The Angry Video Game Nerd
Ниже представлен список эпизодов интернет-шоу «The Angry Video Game Nerd».

## Список сезонов
| Сезон | Серии | Серии | Даты показа     | Даты показа     |
| Сезон | Серии | Серии | Первая серия    | Последняя серия |
| ----- | ----- | ----- | --------------- | --------------- |
| 1     | 17    | 17    | 25 мая 2004     | 23 декабря 2006 |
| 2     | 24    | 24    | 25 января 2007  | 22 января 2008  |
| 3     | 23    | 23    | 19 февраля 2008 | 27 января 2009  |
| 4     | 25    | 25    | 16 марта 2009   | 6 марта 2010    |
| 5     | 11    | 11    | 30 апреля 2010  | 6 апреля 2011   |
| 6     | 6     | 6     | 7 июля 2011     | 7 декабря 2011  |
| 7     | 11    | 11    | 24 июля 2012    | 19 декабря 2013 |
| 8     | 16    | 16    | 19 марта 2014   | 22 декабря 2014 |
| Фильм | Фильм | Фильм | 21 июля 2014    | 21 июля 2014    |
| 9     | 5     | 5     | 26 марта 2015   | 22 декабря 2015 |
| 10    | 5     | 5     | 6 апреля 2016   | 20 декабря 2016 |
| 11    | 12    | 12    | 23 марта 2017   | 22 декабря 2017 |
| 12    | 9     | 9     | 25 апреля 2018  | 15 декабря 2018 |
| 13    | 11    | 11    | 23 января 2019  | 11 декабря 2019 |
| 14    | 12    | 12    | 15 января 2020  | 15 декабря 2020 |
| 15    | 13    | 13    | 15 марта 2021   | 21 декабря 2021 |
| 16    | 6     | 6     | 17 марта 2022   | 22 декабря 2022 |
| 17    | 6     | 6     | 24 февраля 2023 | 22 декабря 2023 |
| 18    | TBA   | TBA   | 25 февраля 2024 | TBA             |

## Список эпизодов

### Сезон 1 (2004—2006)
| № | Название                         | Дата оригинального показа |
| --- | -------------------------------- | ------------------------- |
| 1 | «Castlevania II: Simon’s Quest»  | 25 мая 2004               |
| Первый выпуск. В нём ещё не было показано лицо Джеймса и почти нет привычной ругани, он критикует Castlevania II: Simon’s Quest (NES) за бессмысленные диалоги и неудобное управление. |                                  |                           |
| 2 | «Dr. Jekyll and Mr. Hyde»        | 15 июня 2004              |
| Выпуск об игре Dr. Jekyll and Mr. Hyde (NES). В нём Джеймс показывает своё лицо. В выпуске почти не показывается геймплей игры, в основном Джеймс говорит в камеру, насколько эта игра плохая. |                                  |                           |
| 3 | «Karate Kid»                     | 8 апреля 2006             |
| Выпуск об игре The Karate Kid (NES) по мотивам одноименного фильма, в котором наконец «чувствуется» стиль Angry Video Game Nerd. Есть фирменное обилие ругани. Игра не понравилась Джеймсу главным образом из-за неудобного управления и сложности. Начиная с этого выпуска, появляются обзоры на видеоигры от компании LJN.  |                                  |                           |
| 4 | «Who Framed Roger Rabbit»        | 24 апреля 2006            |
| Задрот обозревает игру Who Framed Roger Rabbit (NES) по мотивам одноименного фильма. |                                  |                           |
| 5 | «Teenage Mutant Ninja Turtles»   | 29 июня 2006              |
| Выпуск о первой игре из серии TMNT для NES. Задрот упоминает, что другие игры серии ему понравились, но эта часть — нет. Именно с этого выпуска появилась традиция вставлять забавные рисунки с Джеймсом и персонажами игры.                                                                                                  |                                  |                           |
| 6 | «Back to the Future»             | 21 июля 2006              |
| Задрот обозревает игры по мотивам кинотрилогии «Назад в будущее» — Back to the Future и Back to the Future II & III на NES. Были использованы кадры из фильма. |                                  |                           |
| 7 | «McKids»                         | 30 августа 2006           |
| Выпуск об игре M.C. Kids (NES). В этом выпуске Задрот упоминает, что многим игра понравилась, но ему нет. Начиная с этого обзора перед роликом звучит знаменитая музыкальная тема AVGN. |                                  |                           |
| 8 | «Wally Bear and the NO! Gang»    | 1 сентября 2006           |
| Выпуск о игре про Медвежонка Уолли — Wally Bear and the NO! Gang. |                                  |                           |
| 9 | «Master Chu and the Drunkard Hu» | 8 сентября 2006           |
| Выпуск об игре Master Chu and the Drunkard Hu (NES). |                                  |                           |
| 10 | «Top Gun»                        | 15 сентября 2006          |
| Выпуск об играх Top Gun и Top Gun: The Second Mission по мотивам одноименного фильма. Иногда в последующих выпусках часто упоминается шутка Задрота о том, что в этой игре просто невозможно посадить самолёт на корабль. |                                  |                           |
| 11 | «Double Dragon 3»                | 22 сентября 2006          |
| Выпуск об игре Double Dragon III: The Sacred Stones для NES. Был раскритикован многими игроками, поскольку игра очень сложна, но отнюдь неплоха. |                                  |                           |
| 12 | «Friday the 13th»                | 13 октября 2006           |
| Первый выпуск из «Хэллоуинского цикла», рассматривается игра Friday, The 13th. Впервые использована идея Задрота с появлением в его шоу известных персонажей, тут появлялся Джейсон из «Пятница, 13-е», сыгранный Майком Матеем.                                                                                              |                                  |                           |
| 13 | «Nightmare on Elm Street»        | 31 октября 2006           |
| Второй выпуск из «Хэллоуинского цикла», рассматривается игра Nightmare on Elm Street. В нём появился Фредди Крюгер из серии фильмов Кошмар на улице Вязов, сыгранный Майком Матеем. |                                  |                           |
| 14 | «The Power Glove»                | 15 ноября 2006            |
| Выпуск о дорогом и редком контролере для NES «Power Glove». Первый выпуск, в котором внимание обращено не на определенную игру, а на игровой аксессуар. |                                  |                           |
| 15 | «Chronologically Confused»       | 28 ноября 2006            |
| Выпуск, в котором Задрот критикует названия игр и фильмов. Многие названия не имеют порядковых номеров либо номера не соответствуют хронологическому повествованию. |                                  |                           |
| 16 | «Rocky»                          | 14 декабря 2006           |
| Выпуск, посвящённый игре Rocky по мотивам одноименного фильма. |                                  |                           |
| 17 | «Bible Games»                    | 23 декабря 2006           |
| Два ролика сделанных в канун Рождества, начинающих «Рождественский цикл». В них Нёрд обозревает игры по мотивам библейских сказаний — Bible Adventures (NES), Bible Buffet (NES), Super 3D Noah's Ark (SNES), Spiritual Warfare (NES), King of Kings: The Early Years (NES). В эпизоде звучит другая мелодия в начале ролика. |                                  |                           |

### Сезон 2 (2007—2008)
| № | Название                                                   | Дата оригинального показа |
| --- | ---------------------------------------------------------- | ------------------------- |
| 18 | «Teenage Mutant Ninja Turtles 3: Part 1»                   | 25 января 2007            |
| Обзор фильма «Черепашки-ниндзя 3» 1993 года, а также рассказ о предыдущих двух фильмах кинотрилогии 1990-х про Черепашек-ниндзя.                                                                                               |                                                            |                           |
| 19 | «Teenage Mutant Ninja Turtles 3: Part 2»                   | 25 января 2007            |
| Продолжение обзора фильма «Черепашки-ниндзя 3». |                                                            |                           |
| 20 | «Atari 5200»                                               | 13 февраля 2007           |
| Обзор приставки Atari 5200 |                                                            |                           |
| 21 | «Ghostbusters»                                             | 27 февраля 2007           |
| Видео об игре Ghostbusters (NES) по мотивам кинофильма «Охотники за привидениями» 1984 года. |                                                            |                           |
| 22 | «Ghostbusters: Follow-Up»                                  | 20 марта 2007             |
| Ещё один обзор игр по Охотникам за привидениями — Ghostbusters (Atari 2600), Ghostbusters (SMS). |                                                            |                           |
| 23 | «Ghostbusters: Conclusion»                                 | 3 апреля 2007             |
| Обзор по играм, основанных на фильме Охотники за привидениями 2: Ghostbusters II (NES), Ghostbusters (Sega Genesis). |                                                            |                           |
| 24 | «Spider-Man»                                               | 17 апреля 2007            |
| Игры про Человека-паука: Spider-Man (Atari 2600), Spider-Man: Return of the Sinister Six (NES), Amazing Spider-Man (Game Boy), Spider-Man 2 (Game Boy Advance). В выпуске есть и сам Человек-Паук, сыгранный Кайлом Джастином. |                                                            |                           |
| 25 | «Sega CD»                                                  | 2 мая 2007                |
| Обзор дополнительного аксессуара для приставки Sega Genesis — Sega CD. |                                                            |                           |
| 26 | «Sega 32X»                                                 | 15 мая 2007               |
| Обзор дополнения для Sega Genesis — Sega 32X |                                                            |                           |
| 27 | «Silver Surfer»                                            | 5 июня 2007               |
| Обзор игры Silver Surfer, отличавшейся беспощадным по отношению к игроку игровым процессом и экстремальной сложностью. |                                                            |                           |
| 28 | «Die Hard»                                                 | 13 июня 2007              |
| Обзор игры Die Hard по мотивам фильма «Крепкий орешек». |                                                            |                           |
| 29 | «Independence Day»                                         | 3 июля 2007               |
| Обзор игры Independence Day по мотивам фильма «День независимости» 1996 года. Задрот критикует игру за скучный и однообразный игровой процесс.                                                                                 |                                                            |                           |
| 30 | «The Simpsons»                                             | 17 июля 2007              |
| Обзор видеоигр по мотивам мультсериала «Симпсоны». |                                                            |                           |
| 31 | «Bugs Bunny's Birthday Blowout»                            | 7 августа 2007            |
| Обзор игры с Багзом Банни. Выпуск примечателен появлением второстепенного персонажа, непосредственно, Багза Банни. Мультипликационного персонажа в обзоре сыграл Майкл Матей.                                                  |                                                            |                           |
| 32 | «Atari Porn»                                               | 22 августа 2007           |
| Обзор игр для Atari 2600, содержащих порнографию. |                                                            |                           |
| 33 | «Nintendo Power»                                           | 4 сентября 2007           |
| Выпуск, посвящённый журналу Nintendo Power. |                                                            |                           |
| 34 | «Fester's Quest»                                           | 18 сентября 2007          |
| Обзор игры Fester's Quest по мотивам сериала «Семейка Аддамс». Выполнен в стилистике сериала. |                                                            |                           |
| 35 | «Texas Chainsaw Massacre»                                  | 9 октября 2007            |
| Выпуск, созданный в канун Хэллоуина. В нём появился Кожаное лицо из «Техасская резня бензопилой», сыгранный Майком Матеем. |                                                            |                           |
| 36 | «Halloween»                                                | 30 октября 2007           |
| Выпуск, созданный в канун Хэллоуина. В нём появился Майкл Майерс из серии фильмов «Хэллоуин», сыгранный Майком Матеем и Лиамом Малви.                                                                                          |                                                            |                           |
| 37 | «Dragon’s Lair»                                            | 20 ноября 2007            |
| Обзор консольной версии Dragon’s Lair которая была гораздо хуже версии на аркадных автоматах. |                                                            |                           |
| 38 | «An Angry Nerd Christmas Carol: Part 1»                    | 18 декабря 2007           |
| Рождественский выпуск шоу AVGN. Обзор Home Alone 2: Lost in New York (NES). Своим сюжетом обзор пародирует повесть «Рождественская песнь»                                                                                      |                                                            |                           |
| 39 | «An Angry Nerd Christmas Carol: Part 2»                    | 23 декабря 2007           |
| Рождественский выпуск шоу AVGN. Обзор Shaq Fu (SNES). |                                                            |                           |
| 40 | «Chronologically Confused 2: The Legend of Zelda Timeline» | 8 января 2008             |
| Разбор хронологии серии игр Legend of Zelda. |                                                            |                           |
| 41 | «Rambo»                                                    | 22 января 2008            |
| Обзоры на серию игр по фильмам о Рэмбо. |                                                            |                           |

### Сезон 3 (2008—2009)
| № | Название                             | Дата оригинального показа |
| --- | ------------------------------------ | ------------------------- |
| 42 | «Virtual Boy»                        | 19 февраля 2008           |
| Обзор приставки Virtual Boy и всей коллекции игр к ней. |                                      |                           |
| 43 | «The Wizard of Oz»                   | 4 марта 2008              |
| Обзор игры The Wizard of Oz для SNES по мотивам одноименного фильма 1939 года. В выпуске Майк Матей сыграл роль Смелого Льва. |                                      |                           |
| 44 | «Double Vision: Part 1»              | 25 марта 2008             |
| Обзор приставки Intellivision и игр для неё. |                                      |                           |
| 45 | «Double Vision: Part 2»              | 8 апреля 2008             |
| Обзор приставки ColecoVision и игр для неё. |                                      |                           |
| 46 | «The Wizard and Super Mario Bros. 3» | 22 апреля 2008            |
| Обзор фильма Волшебник и игры Super Mario Bros. 3. |                                      |                           |
| 47 | «NES Accessories»                    | 14 мая 2008               |
| Обзор аксессуаров для NES. |                                      |                           |
| 48 | «Indiana Jones Trilogy»              | 20 мая 2008               |
| Обзор на игры по мотивам кинотрилогии об Индиане Джонсе 1980-х годов. |                                      |                           |
| 49 | «Star Trek»                          | 11 июня 2008              |
| Обзор игр по сериалу Star Trek. |                                      |                           |
| 50 | «Superman»                           | 26 июня 2008              |
| Обзор игр о Супермене: Superman (Atari 2600) и Superman (NES). |                                      |                           |
| 51 | «Superman 64»                        | 8 июля 2008               |
| Обзор игр Superman: Man of Steel на Commodore 64 и Superman 64 на Nintendo 64 |                                      |                           |
| 52 | «Batman Part I»                      | 22 июля 2008              |
| Обзор видеоигр о Бэтмене: Batman: The Caped Crusader (Commodore 64), Batman (NES), Batman Returns (SNES), Batman Returns (Sega CD), Batman Returns (Atari Lynx), The Adventures of Batman & Robin (SNES), Batman Forever (SNES). Концовка эпизода пародирует концовку эпизодов телесериала «Бэтмен» 1960-х годов. Майк Матей, играя Джокера, пародирует образ персонажа из телесериала в исполнении Сизара Ромеро. |                                      |                           |
| 53 | «Batman Part II»                     | 10 августа 2008           |
| Джокер (играет Майк Матей) заставляет Задрота играть в плохие игры про Бэтмена: Batman: Return of the Joker (NES и Game Boy) и Batman: Revenge of the Joker (Sega Genesis). Начальные титры эпизода пародируют заставку телесериала «Бэтмен» 1960-х годов. Драка с Джокером в конце эпизода пародирует стиль драк из телесериала (удары сопровождаются надписями и т. д.).                                         |                                      |                           |
| 54 | «Deadly Towers»                      | 19 августа 2008           |
| Обзор игры Deadly Towers. |                                      |                           |
| 55 | «Battletoads»                        | 3 сентября 2008           |
| Обзор игры Battletoads. |                                      |                           |
| 56 | «Dick Tracy»                         | 16 сентября 2008          |
| Обзор игры Dick Tracy для NES по мотивам одноименного фильма. |                                      |                           |
| 57 | «Dracula»                            | 14 октября 2008           |
| Обзор игр по Дракуле. |                                      |                           |
| 58 | «Frankenstein»                       | 29 октября 2008           |
| Обзор игр по Франкенштейну. |                                      |                           |
| 59 | «CD-i Part I»                        | 12 ноября 2008            |
| Обзор игры Hotel Mario. |                                      |                           |
| 60 | «CD-i Part II»                       | 25 ноября 2008            |
| Обзор игры Zelda: The Wand of Gamelon. |                                      |                           |
| 61 | «CD-i Part III»                      | 9 декабря 2008            |
| Обзор игр Link: The Faces of Evil и Zelda's Adventure. |                                      |                           |
| 62 | «Bible Games II»                     | 23 декабря 2008           |
| Рождественский выпуск шоу AVGN. Продолжение рождественского выпуска обзора на игры по Библии. |                                      |                           |
| 63 | «Michael Jackson’s Moonwalker»       | 7 января 2009             |
| Обзор игры Michael Jackson's Moonwalker (Sega Genesis). Обзор вышел до смерти Майкла Джексона. |                                      |                           |
| 64 | «Milon’s Secret Castle»              | 27 января 2009            |
| Обзор игры Milon's Secret Castle (NES). |                                      |                           |

### Сезон 4 (2009—2010)
| № | Название                     | Дата оригинального показа |
| --- | ---------------------------- | ------------------------- |
| 65 | «Atari Jaguar Part 1»        | 16 марта 2009             |
| Обзор приставки Atari Jaguar. |                              |                           |
| 66 | «Atari Jaguar Part 2»        | 25 марта 2009             |
| Продолжение предыдущего обзора - на этот раз рассматривается библиотека игр для Atari Jaguar. |                              |                           |
| 67 | «Metal Gear»                 | 8 апреля 2009             |
| Обзор игры Metal Gear (NES). |                              |                           |
| 68 | «Odyssey»                    | 21 апреля 2009            |
| Обзор приставки Magnavox Odyssey. |                              |                           |
| 69 | «X-Men»                      | 6 мая 2009                |
| Обзор игр франшизе X-Men. |                              |                           |
| 70 | «The Terminator»             | 19 мая 2009               |
| Обзор игр по мотивам фильма Терминатор. |                              |                           |
| 71 | «Terminator 2: Judgment Day» | 2 июня 2009               |
| Обзор игр по мотивам фильма Терминатор 2. |                              |                           |
| 72 | «Transformers»               | 17 июня 2009              |
| Обзор игр Transformers: The Battle to Save the Earth (C64), Transformers: Convoy no Nazo (Famicom). |                              |                           |
| 73 | «Mario Is Missing!»          | 1 июля 2009               |
| Обзор игр Mario Is Missing (NES, SNES), Mario's Time Machine (NES, SNES). |                              |                           |
| 74 | «Plumbers Don’t Wear Ties»   | 21 июля 2009              |
| Обзор игры Plumbers Don't Wear Ties (3DO), одной из самых худших игр для этой приставки. |                              |                           |
| 75 | «Bugs Bunny’s Crazy Castle»  | 5 августа 2009            |
| Обзор серии видеоигр Crazy Castle (NES, Game boy, Game boy color). |                              |                           |
| 76 | «Super Pitfall!»             | 20 августа 2009           |
| Обзор Super Pitfall! (NES). |                              |                           |
| 77 | «Godzilla»                   | 4 сентября 2009           |
| Обзор серии игр, посвящённых Годзилле. |                              |                           |
| 78 | «Wayne’s World»              | 24 сентября 2009          |
| Обзор игр Wayne's World (NES, SNES). |                              |                           |
| 79 | «Castlevania Part I»         | 8 октября 2009            |
| Выпуск из Хэллоуинского цикла. Нерд так часто в обзорах в сравнении упоминал игры из серии Castlevania, что решил создать выпуск по всем играм, в которые ему доводилось играть. Мини-цикл обзоров начался с самой первой для Нёрда игры — Castlevania (NES). |                              |                           |
| 80 | «Castlevania Part II»        | 21 октября 2009           |
| Выпуск из Хэллоуинского цикла. Продолжение обзора игр из серии Castlevania — Castlevania II: Simon’s Quest (NES), Castlevania III: Dracula’s Curse (NES). |                              |                           |
| 81 | «Castlevania Part III»       | 5 ноября 2009             |
| Выпуск из Хэллоуинского цикла. Продолжение обзора игр из серии Castlevania — Super Castlevania IV (SNES), Castlevania: Dracula X (SNES), Castlevania (Nintendo 64).                                                                                           |                              |                           |
| 82 | «Castlevania Part IV»        | 19 ноября 2009            |
| Выпуск из Хэллоуинского цикла. Продолжение обзора игр из серии Castlevania — Castlevania: Bloodlines (Genesis), Castlevania: Symphony of the Night (PS). |                              |                           |
| 83 | «Little Red Hood»            | 3 декабря 2009            |
| Обзор игры Little Red Hood (NES). |                              |                           |
| 84 | «Winter Games»               | 23 декабря 2009           |
| Обзор игры Winter Games (NES). |                              |                           |
| 85 | «Street Fighter 2010»        | 6 января 2010             |
| Обзор игр Street Fighter 2010 (NES), Fighting Street (TurboGrafx-CD), Street Fighter: The Movie (Sega Saturn). |                              |                           |
| 86 | «Hydlide»                    | 20 января 2010            |
| Обзор игры Hydlide (NES). |                              |                           |
| 87 | «Ninja Gaiden»               | 4 февраля 2010            |
| Обзор Ninja Gaiden (NES). |                              |                           |
| 88 | «Swordquest»                 | 18 февраля 2010           |
| Рассказ про серию игр Swordquest и конкурс, устроенный компанией Atari. |                              |                           |
| 89 | «Pong Consoles»              | 6 марта 2010              |
| Обзор консолей Pong. |                              |                           |

### Сезон 5 (2010—2011)
| № | Название                               | Дата оригинального показа |
| --- | -------------------------------------- | ------------------------- |
| 90 | «Action 52»                            | 30 апреля 2010            |
| Обзор сборника игр Action 52 (NES). |                                        |                           |
| 91 | «Cheetahmen»                           | 9 июня 2010               |
| Обзор игр Cheetahmen и Cheetahmen II, а также Action 52 (Genesis). |                                        |                           |
| 92 | «Game Glitches»                        | 8 июля 2010               |
| Обзор глюков из игр Mega Man 2 (NES), Mega Man 5 (NES), Cheetahmen II (NES), Double Dragon (NES), Super Mario Bros. (NES), Super Mario Bros. 2 (NES), Super Mario Bros. 3 (NES), Super Mario World (SNES), Mountain King (2600), The Legend of Zelda: Twilight Princess (Wii) и Rocky (PS2). В выпуске появился Кевин Финн в роли Глючного Гремлина. |                                        |                           |
| 93 | «Zelda II»                             | 4 августа 2010            |
| Обзор игры Zelda II: The Adventure of Link (NES). |                                        |                           |
| 94 | «Back to the Future Re-Revisited»      | 3 сентября 2010           |
| Переобзоры игр Top Gun (NES), Who Framed Roger Rabbit (NES), Teenage Mutant Ninja Turtles (NES), Back to the Future (NES), Back to the Future II & III (NES), Back to the Future III (Genesis) и Super Back to the Future II (SFC). |                                        |                           |
| 95 | «Dr. Jekyll and Mr. Hyde Re-Revisited» | 7 октября 2010            |
| Переобзор игры Dr. Jekyll and Mr. Hyde (NES). |                                        |                           |
| 96 | «Lester the Unlikely»                  | 4 ноября 2010             |
| Обзор игры Lester the Unlikely (SNES). |                                        |                           |
| 97 | «How The Nerd Stole Christmas»         | 6 декабря 2010            |
| Пародия на «Как Гринч украл Рождество». |                                        |                           |
| 98 | «Day Dreamin' Davey»                   | 5 января 2011             |
| Обзор игры Day Dreamin' Davey (NES). |                                        |                           |
| 99 | «Star Wars»                            | 3 февраля 2011            |
| Обзор игр по серии Звёздные войны: Star Wars: The Arcade Game (Atari 2600), Star Wars: The Empire Strikes Back (Atari 2600), Return of the Jedi: Death Star Battle (Atari 2600), Star Wars: Jedi Arena (Atari 2600), Star Wars (Famicom), Star Wars (NES), Star Wars: The Empire Strikes Back (NES), Super Star Wars (SNES), Super Star Wars: The Empire Strikes Back (SNES), Super Star Wars: Return of the Jedi (SNES), Shadows of the Empire (Nintendo 64). |                                        |                           |
| 100 | «R.O.B. the Robot»                     | 3 марта 2011              |
| Обзор аксессуара R.O.B. к NES и игр Gyromite и Stack-Up (NES). |                                        |                           |
| 101 | «Steven Spielberg Games»               | 6 апреля 2011             |
| Обзор игр, посвящённых фильмам Стивена Спилберга: Jaws, The Hook, Jurassic Park. |                                        |                           |

### Сезон 6 (2011)
| № | Название                                         | Дата оригинального показа |
| --- | ------------------------------------------------ | ------------------------- |
| 102 | «The Making of an Angry Video Game Nerd Episode» | 7 июля 2011               |
| Джеймс Рольф рассказывает о том как создаётся типичный эпизод AVGN, использовав Barbie как пример. Это самый длинный эпизод, он обошёл эпизод «Action 52» по продолжительности более чем на восемь минут. |                                                  |                           |
| 103 | «Kid Kool»                                       | 3 августа 2011            |
| Обзор Kid Kool. |                                                  |                           |
| 104 | «Nintendo World Championships 1990»              | 26 августа 2011           |
| Обзор картриджа Nintendo World Championships 1990, ныне ставшей коллекционной редкостью. В этом эпизоде появляется приглашенный гость Пэт Контри, известный как «NES Punk».                               |                                                  |                           |
| 105 | «Dark Castle»                                    | 6 октября 2011            |
| Выпуск из Хэллоуинского цикла, обзор игры Dark Castle (Genesis, CD-i). |                                                  |                           |
| 106 | «Bible Games 3»                                  | 7 декабря 2011            |
| Рождественский выпуск шоу AVGN. Продолжение рождественского выпуска обзора на игры по Библии. Первый выпуск в HD.                                                                                         |                                                  |                           |

### Сезон 7 (2012—2013)
| № | Название                                              | Дата оригинального показа |
| --- | ----------------------------------------------------- | ------------------------- |
| 107 | «Schwarzenegger Games»                                | 23 июля 2012              |
| Обзор игр, связанных с Арнольдом Шварценеггером: Total Recall, Last Action Hero, Conan, Predator: Soon the Hunt Will Begin. Второй выпуск в HD. |                                                       |                           |
| 108 | «Ghosts N' Goblins»                                   | 23 октября 2012           |
| Обзор игры Ghosts’n Goblins, первой игры, в которую играл Рольф в детстве на NES. Выпуск из Хэллоуинского цикла. |                                                       |                           |
| 109 | «Atari Sports»                                        | 17 декабря 2012           |
| Обзор спортивных игр на Atari 2600. |                                                       |                           |
| 110 | «Ikari Warriors»                                      | 6 марта 2013              |
| Обзор игры Ikari Warriors (NES), в которую Джеймс играл в детстве. После долгого перерыва появляется Кайл Джастин в качестве второго игрока. |                                                       |                           |
| 111 | «Toxic Crusaders»                                     | 30 апреля 2013            |
| Обзор игр Toxic Crusaders. В этой серии есть приглашённый гость — Ллойд Кауфман, основатель независимой студии Troma Entertainment и создатель серии фильмов «Токсичный мститель».                                                                       |                                                       |                           |
| 112 | «Bill & Ted’s Excellent Adventure»                    | 30 июня 2013              |
| Обзор игры Bill & Ted's Excellent Adventure про Билла и Теда. |                                                       |                           |
| 113 | «Tiger Electronic Games»                              | 6 сентября 2013           |
| Обзор карманных игр от Tiger Electronic. В этом эпизоде появляется другой персонаж Джеймса Рольфа — Хреновый человек из шоу «Ты знаешь, что хреново?».                                                                                                   |                                                       |                           |
| 114 | «Alien 3»                                             | 21 октября 2013           |
| Обзор игры Alien 3 для NES. Выпуск из Хэллоуинского цикла. |                                                       |                           |
| 115 | «AVGN Games!»                                         | 20 ноября 2013            |
| Обзор любительских игр, разработанных фанатами AVGN и AVGN Adventures. В этом эпизоде появляется другой персонаж Джеймса Рольфа — «Board James». В конце Задрот понимает, что все эти игры вышли из-за него, так как он критиковал все эти ужасные игры. |                                                       |                           |
| 116 | «AVGN: Wish List, part 1: Sonic The Hedgehog & more!» | 17 декабря 2013           |
| Рождественский выпуск, в котором Рольф обозревает различные игры для различных платформ по заявкам пользователей. |                                                       |                           |
| 117 | «AVGN: Wish List, part 2: Bubsy 3D & more!»           | 19 декабря 2013           |
| Продолжение Рождественского выпуска. |                                                       |                           |

### Сезон 8 (2014)
| № | Название                                  | Дата оригинального показа |
| --- | ----------------------------------------- | ------------------------- |
| 118 | «Big Rigs: Over the Road Racing»          | 19 марта 2014             |
| Задрот обозревает игру 2003 года Big Rigs: Over the Road Racing. |                                           |                           |
| 119 | «Desert Bus»                              | 28 мая 2014               |
| Задрот обозревает игру Desert Bus для Sega CD, а также Castlevania II: Simon’s Quest Redacted. |                                           |                           |
| 120 | «E.T. Atari 2600»                         | 10 октября 2014           |
| Долгожданный обзор на игру E.T. the Extra-Terrestrial, являющийся по сути адаптацией эпизода из фильма «Злостный видеоигровой задрот: Кино». В этом эпизоде Задрот описывает все отрицательные моменты игры, однако подчёркивает, что игра не заслуживает титула «самой ужасной игры всех времён и народов». |                                           |                           |
| 121 | «Beetlejuice»                             | 14 октября 2014           |
| Выпуск из Хэллоуинского цикла, посвящённый игре Beetlejuice для NES от издателя LJN по мотивам одноимённого фильма. |                                           |                           |
| 122 | «Tagin' Dragon»                           | 11 декабря 2014           |
| Выпуск из цикла «12 дней Дерьмождества», посвящённый игре Tagin' Dragon (NES), критикуемой Нёрдом за непродуманный и скучный геймплей. |                                           |                           |
| 123 | «ALF»                                     | 12 декабря 2014           |
| Выпуск из цикла «12 дней Дерьмождества», посвящённый игре ALF (Sega Master System) по одноимённому телесериалу. |                                           |                           |
| 124 | «CrazyBus»                                | 13 декабря 2014           |
| Выпуск из цикла «12 дней Дерьмождества», посвящённый игре CrazyBus (Sega Genesis) из Венесуэлы, из-за отсутствия каких-либо игровых элементов по сути не являющаяся игрой. |                                           |                           |
| 125 | «Ren & Stimpy: Fire Dogs»                 | 14 декабря 2014           |
| Выпуск из цикла «12 дней Дерьмождества», посвящённый игре Ren & Stimpy: Fire Dogs (Super NES) по эпизоду мультипликационного сериала Шоу Рена и Стимпи. |                                           |                           |
| 126 | «Rocky and Bullwinkle»                    | 15 декабря 2014           |
| Выпуск из цикла «12 дней Дерьмождества», посвящённый игре Rocky and Bullwinkle (NES) по мультипликационному сериалу Приключения Роки и Бульвинкля. |                                           |                           |
| 127 | «Mary-Kate and Ashley «Get a Clue»»       | 16 декабря 2014           |
| Выпуск из цикла «12 дней Дерьмождества», посвящённый игре Get a Clue (Gameboy Color) про сестёр Олсен. |                                           |                           |
| 128 | «V.I.P. with Pamela Anderson»             | 17 декабря 2014           |
| Выпуск из цикла «12 дней Дерьмождества», посвящённый игре V.I.P. (Playstation) по одноимённому сериалу с Памелой Андерсон. |                                           |                           |
| 129 | «Lethal Weapon»                           | 18 декабря 2014           |
| Выпуск из цикла «12 дней Дерьмождества», посвящённый игре Lethal Weapon (NES) по фильму Смертельное оружие. В этом эпизоде впервые появляется Майк Матэй в роли самого себя. |                                           |                           |
| 130 | «Porky’s»                                 | 19 декабря 2014           |
| Выпуск из цикла «12 дней Дерьмождества», посвящённый игре Porky's (Atari 2600) по фильму Порки. |                                           |                           |
| 131 | «HyperScan»                               | 20 декабря 2014           |
| Выпуск из цикла «12 дней Дерьмождества», посвящённый провалившейся игровой консоли HyperScan (2006) от Mattel, оснащенной RFID-сканером. |                                           |                           |
| 132 | «Universal Studios Theme Parks Adventure» | 21 декабря 2014           |
| Выпуск из цикла «12 дней Дерьмождества», посвящённый игре Universal Studios Theme Parks Adventure (GameCube). |                                           |                           |
| 133 | «LJN Video Art»                           | 22 декабря 2014           |
| Выпуск из цикла «12 дней Дерьмождества», посвящённый провалившейся игровой консоли LJN Video Art (1987). Этот выпуск стал очередным эпизодом противостояния Задрота и LJN, выпускавшей посредственные игры. На этот раз LJN превзошла себя, выпустив посредственную систему развлечений.                     |                                           |                           |

### Сезон 9 (2015)
| № | Название                              | Дата оригинального показа |
| --- | ------------------------------------- | ------------------------- |
| 134 | «Hong Kong 97»                        | 26 марта 2015             |
| Обзор пиратской игры Hong Kong 97 (Super Famicom), представляющей из себя недоделанный и весьма посредственный shoot ’em up. |                                       |                           |
| 135 | «Darkwing Duck - Turbografx 16»       | 13 мая 2015               |
| Обзор игры Darkwing Duck для TurboGrafx-16. Игра критикуется за запаздывающее управление и непродуманный геймплей. AVGN назвал эту игру самой плохой из известных ему игр для TurboGrafx-16. |                                       |                           |
| 136 | «Seaman»                              | 28 июля 2015              |
| Обзор игры Seaman для Sega Dreamcast. Seaman представляет из себя симулятор жизни, который Задрот нашёл скучным и затянутым. Эпизод посвящён Леонарду Нимою, озвучившего рассказчика в игре. |                                       |                           |
| 137 | «The Crow»                            | 30 октября 2015           |
| Обзор игры The Crow: City of Angels для Sega Saturn из Хэллоуинского цикла по мотивам одноимённого фильма. Это первый обзор, полностью посвящённый игре для Sega Saturn. Задроту не понравились фиксированная камера в стиле Resident Evil, слишком тёмная палитра, в которой ничего не разобрать, и неудобное управление. |                                       |                           |
| 138 | «Mortal Kombat Mythologies: Sub-Zero» | 22 декабря 2015           |
| Рождественский обзор игры Mortal Kombat Mythologies: Sub-Zero для Nintendo 64. Несмотря на то, что Задрот является фанатом серии Mortal Kombat, в эту игру он до сих пор не играл. Как выяснилось, неспроста — неудобное управление и тяжёлый геймплей могут вывести из себя кого угодно.                                  |                                       |                           |

### Сезон 10 (2016)
| № | Название                             | Дата оригинального показа |
| --- | ------------------------------------ | ------------------------- |
| 139 | «Mega Man Games»                     | 6 апреля 2016             |
| Выпуск посвящён десятилетию выхода выпусков AVGN на YouTube. Задрот, разочаровавшись в играх серии Mega Man, решает бросить карьеру, как его забрасывает в прошлые выпуски шоу. Играя в неудачные порты и игры Mega Man вместе с Задротами из прошлых выпусков, Задрот убеждается, что нужно продолжать шоу.    |                                      |                           |
| 140 | «Paperboy»                           | 26 мая 2016               |
| Обзор игры Paperboy для NES. Для Задрота игра слишком сложна: трудно попасть газетами в цели и не нарваться при этом на препятствия на дороге. |                                      |                           |
| 141 | «Beavis and Butt-head»               | 16 августа 2016           |
| Обзор игры Beavis and Butt-head для Sega Genesis и SNES. |                                      |                           |
| 142 | «Berenstain Bears»                   | 18 октября 2016           |
| Обзор игр Extreme Sports with the Berenstain Bears (GBC), Berenstain Bears (Atari 2600) и The Berenstain Bears' Camping Adventure (Sega Mega Drive). |                                      |                           |
| 143 | «Sega Activator and Aura Interactor» | 20 декабря 2016           |
| Обзор игр Eternal Champions (Genesis), Streets of Rage 2 (Genesis), Evander Holyfield's Real Deal Boxing (Genesis), Street Fighter II (Genesis), Sonic The Hedgehog (Genesis), PGA European Tour (Genesis), RBI Baseball (Genesis), Menacer 6-game cartridge (Genesis). Специальный гость актёр Нэйтан Барнатт. |                                      |                           |

### Сезон 11 (2017)
| № | Название                           | Дата оригинального показа |
| --- | ---------------------------------- | ------------------------- |
| 144 | «Mighty Morphin Power Rangers»     | 23 марта 2017             |
| Задрот рассказывает про игры, сделанные по мотивам вселенной Могучих рейнджеров: Chōjin Sentai Jetman (Famicom), Kyōryū Sentai Zyuranger (Famicom), Mighty Morphin Power Rangers (SNES), Mighty Morphin Power Rangers: The Movie (SNES), Mighty Morphin Power Rangers (Genesis), Mighty Morphin Power Rangers (Sega CD), Power Rangers Lightspeed Rescue (N64), Mighty Morphin Power Rangers (GB) и Mighty Morphin Power Rangers: The Movie (GB). Обзор вышел на той же неделе, что и полнометражный фильм «Могучие рейнджеры». |                                    |                           |
| 145 | «Sonic '06»                        | 20 апреля 2017            |
| Обзор игры Sonic the Hedgehog (Xbox 360). Это первый обзор на игру для Xbox 360. |                                    |                           |
| 146 | «Planet of the Apes»               | 4 июля 2017               |
| Обзор игры Planet of the Apes (PS1), сделанной по вселенной Планета обезьян. |                                    |                           |
| 147 | «Game Boy Accessories»             | 15 августа 2017           |
| Задрот рассказывает про различные аксессуары для портативной игровой консоли Game Boy, включая такие экзотические, как камера и принтер. |                                    |                           |
| 148 | «Treasure Master»                  | 20 сентября 2017          |
| Задрот играет в Treasure Master для NES и пытается победить в конкурсе от разработчиков этой игры. |                                    |                           |
| 149 | «Wrestling Games»                  | 4 октября 2017            |
| Обзор на игры, посвящённые реслингу: Tag Team Wrestling (NES), WWF WrestleMania (NES), WWF WrestleMania Challenge (NES), WWF WrestleMania: Steel Cage Challenge (NES), WWF King of the Ring (NES), WWF Super WrestleMania (SNES), WWF Royal Rumble (SNES), WWF Raw (SNES), WWF WrestleMania: The Arcade Game (SNES, Genesis), WCW SuperBrawl Wrestling (SNES), Saturday Night Slam Masters (SNES) |                                    |                           |
| 150 | «Polybius»                         | 25 октября 2017           |
| Задрот рассказывает об игре Polybius, которая якобы существовала в начале 80-х годов на игровых автоматах. |                                    |                           |
| 151 | «Robocop Games»                    | 19 ноября 2017            |
| Обзор игр для NES про Робокопа: RoboCop, RoboCop 2 и RoboCop 3. |                                    |                           |
| 152 | «Sonic '06 Part 2»                 | 30 ноября 2017            |
| Задрот вернулся к игре Sonic the Hedgehog для Xbox 360 и на этот раз собирается завершить прохождение. |                                    |                           |
| 153 | «Charlie's Angels»                 | 6 декабря 2017            |
| Обзор игры Charlie's Angels (GameCube) по одноимённому фильму. |                                    |                           |
| 154 | «Star Wars: Masters of Teras Kasi» | 13 декабря 2017           |
| В преддверии выхода фильма «Звёздные войны: Последние джедаи», Задрот исследует тему файтингов во вселенной Звёздных войн и разбирает игру Star Wars: Masters of Teräs Käsi для PS1. В выпуске Майк Матей сыграл роль Дарта Вейдера, а Акинола Вериссимо сыграл Чубакку |                                    |                           |
| 155 | «Lightspan Adventures»             | 22 декабря 2017           |
| Рождественский выпуск. Обзор обучающих игр из серии Lightspan Adventures для PS1. |                                    |                           |

### Сезон 12 (2018)
| № | Название                                | Дата оригинального показа                 |
| --- | --------------------------------------- | ----------------------------------------- |
| 156 | «EarthBound»                            | 17 апреля 2018 (A) 25 апреля 2018 (YT)    |
| Задрот рассказывает о плюсах и минусах игры EarthBound для SNES. |                                         |                                           |
| 157 | «Dirty Harry»                           | 24 мая 2018 (A) 24 июня 2018 (YT)         |
| Обзор игры Dirty Harry (NES) про Грязного Гарри. |                                         |                                           |
| 158 | «Drake of the 99 Dragons»               | 5 сентября 2018 (A) 25 сентября 2018 (YT) |
| Обзор игры Drake of the 99 Dragons для Xbox. |                                         |                                           |
| 159 | «Tomb Raider Games»                     | 5 сентября 2018 (A) 2 октября 2018 (YT)   |
| Задрот рассказывает о плохих играх про Лару Крофт: Tomb Raider: Chronicles для PlayStation, Tomb Raider: The Angel of Darkness для PlayStation 2 и ремейк первого Tomb Raider для телефона Nokia N-Gage. В выпуске Рольф не только сыграл главного героя, но и озвучил эпизодическую роль Дерьмогурца; также в роли самого себя появился отец Джеймса - Скотт Рольф. |                                         |                                           |
| 160 | «Resident Evil Survivor»                | 11 октября 2018 (A) 30 октября 2018 (YT)  |
| В хэллоуинском выпуске Задрот рассказывает о плохой игре во вселенной Resident Evil, а именно о Resident Evil Survivor для PlayStation. |                                         |                                           |
| 161 | «Super Hydlide and Virtual Hydlide»     | 12 октября 2018 (A) 6 ноября 2018 (YT)    |
| По просьбам фанатов Задрот возвращается к играм серии Hydlide (обзор на первую игру серии был в выпуске 85). В этот раз речь пойдёт о Super Hydlide (Sega Genesis) и Virtual Hydlide (Sega Saturn). |                                         |                                           |
| 162 | «Amiga CD32»                            | 19 ноября 2018 (A) 20 ноября 2018 (YT)    |
| Задрот рассказывает о падении компании Commodore, а именно об игровой приставке Amiga CD32 и играх для неё: Dangerous Streets, Super Putty, Morph, Naughty Ones, Beavers, Gloom, Diggers, Oscar, Bubba ’n’ Stix, Surf Ninjas, Kang Fu и Zool. |                                         |                                           |
| 163 | «The Town with No Name»                 | 4 декабря 2018 (A) 5 декабря 2018 (YT)    |
| Продолжение прошлого выпуска. Задрот собирается играть в игру The Town with No Name для CDTV, но из-за отсутствия этого девайса ему приходится доставать из помойки Amiga CD32, выброшенную в прошлый раз. |                                         |                                           |
| 164 | «Home Alone Games with Macaulay Culkin» | 14 декабря 2018 (A) 15 декабря 2018 (YT)  |
| Рождественский выпуск. К Задроту в гости приходит Маколей Калкин и вместе они пытаются отыскать хотя бы одну хорошую игру, сделанную по фильмам «Один дома» и «Один дома 2». |                                         |                                           |

### Сезон 13 (2019)
| № | Название                                        | Дата оригинального показа |
| --- | ----------------------------------------------- | ------------------------- |
| 165 | «Chronologically Confused about Kingdom Hearts» | 23 января 2019            |
| Задрот пытается разобраться в хронологии игр серии Kingdom Hearts. |                                                 |                           |
| 166 | «Video Game Magazines»                          | 13 марта 2019             |
| В выпуске 33 Задрот уже рассказывал о журнале Nintendo Power. В этот раз речь пойдёт об остальных игровых журналах 80-90-х годов: Atari Age, Game Players, VideoGames & Computer Entertainment, GamePro и Electronic Gaming Monthly.                                                                 |                                                 |                           |
| 167 | «Aladdin Deck Enhancer»                         | 10 апреля 2019            |
| Задрот изучает печально известный модуль Aladdin Deck Enhancer для приставки NES и рассказывает об играх для него. В видео в небольших камео присутствуют различные игровые видеоблогеры. Аладдина в выпуске сыграл Антонио Пилузо, а Киран Фэллон озвучил джинна.                                   |                                                 |                           |
| 168 | «Pepsiman»                                      | 8 мая 2019                |
| Задрот собирается сделать обзор на игру Yo! Noid, но Пепсимен, персонаж-талисман японского отделения корпорации PepsiCo, силой заставляет Задрота делать обзор на игру о себе. В выпуске появляется Майк Баттерс, который появлялся в катсценах самой игры, а роль Пепсимена исполнил Ксандер Арнот. |                                                 |                           |
| 169 | «Superman 64 Returns!!»                         | 5 июня 2019               |
| Спустя 11 лет Задрот снова возвращается к игре Superman 64, обзор на которую был в 51-м выпуске. |                                                 |                           |
| 170 | «Life of Black Tiger»                           | 31 июля 2019              |
| Задрот обращает внимание на современные игры и делает обзор на Life of Black Tiger для PS4. В гостях у него комик Гилберт Готтфрид в образе Фреда Фукса. |                                                 |                           |
| 171 | «Chex Quest»                                    | 21 августа 2019           |
| Задрот изучает игру Chex Quest, которая в 1996 году распространялась бесплатно внутри коробок с хлопьями. Всё говорит о том, что это будет очередная плохая игра, созданная в целях рекламы. На деле же игра оказывается хорошим клоном Doom, да ещё и с семейным рейтингом.                         |                                                 |                           |
| 172 | «Jurassic Park: Trespasser»                     | 25 сентября 2019          |
| Обзор на игру Trespasser для PC. В гостях геймдизайнер Шеймас Блэкли. |                                                 |                           |
| 173 | «The Immortal»                                  | 16 октября 2019           |
| Снятый одним дублем обзор на The Immortal для NES. |                                                 |                           |
| 174 | «Spawn Games»                                   | 27 ноября 2019            |
| Обзор на игры про персонажа Image Comics Спауна: Spawn (GBC), Todd McFarlane’s Spawn: The Video Game (SNES), Spawn: The Eternal (PS1), Spawn: In the Demon’s Hand (Dreamcast) и Spawn: Armageddon (PS2). Джастин Силверман играет роль Виолатора.                                                    |                                                 |                           |
| 175 | «The Legend of Zelda: Majora’s Mask»            | 11 декабря 2019           |
| Обзор на игру The Legend of Zelda: Majora’s Mask для Nintendo 64, которую многие считают хорошей. |                                                 |                           |

### Сезон 14 (2020)
| № | Название                                      | Дата оригинального показа |
| --- | --------------------------------------------- | ------------------------- |
| 176 | «Raid 2020»                                   | 15 января 2020            |
| В 2008 году в 62-м выпуске Нёрд пообещал, что в 2020 году сделает обзор на игру Raid 2020 для NES. Наступил январь 2020 года и пришло время исполнять обещание. |                                               |                           |
| 177 | «Mortal Kombat 1 Ports»                       | 11 марта 2020             |
| Первая часть Mortal Kombat была создана в 1992 году для аркадных автоматов, однако впоследствии была портирована и на домашние игровые консоли. В этом выпуске Нёрд разбирает порты этой игры для SNES, Sega Mega Drive, Game Boy и Game Gear, а также демонстрирует версию игры от Tiger Electronics. |                                               |                           |
| 178 | «Mortal Kombat Rip Offs»                      | 8 апреля 2020             |
| Нёрд разбирает пародии на Mortal Kombat: Time Killers, Street Fighter: The Movie, The Kung-Fu Master Jackie Chan, Tattoo Assassins и Shadow: War of Succession. |                                               |                           |
| 179 | «Dennis the Menace»                           | 13 мая 2020               |
| Нёрд обозревает игру Dennis the Menace для SNES по одноимённому фильму 1993 года. Игра ему не нравится из-за высокой сложности, длины уровней и неудобного управления. |                                               |                           |
| 180 | «The Incredible Crash Dummies»                | 30 июня 2020              |
| Обзор игры The Incredible Crash Dummies (NES) про манекены для краш-теста. |                                               |                           |
| 181 | «Bad Final Fight Games»                       | 30 июля 2020              |
| Обзор плохих игр во вселенной Final Fight. Это Final Fight Revenge для Sega Saturn и Final Fight: Streetwise для PS2. |                                               |                           |
| 182 | «Mission: Impossible»                         | 21 августа 2020           |
| Обзор игры Mission: Impossible (N64) по фильму «Миссия невыполнима». |                                               |                           |
| 183 | «Ecco the Dolphin»                            | 30 сентября 2020          |
| Обзор игры Ecco the Dolphin для Sega Mega Drive. |                                               |                           |
| 184 | «Countdown Vampires»                          | 29 октября 2020           |
| Выпуск на Хэллоуин. Нёрд делает обзор на игру про вампиров Countdown Vampires, которая вышла на закате эры PS1 и пыталась подражать играм серии Resident Evil. |                                               |                           |
| 185 | «The Legend of Kage»                          | 13 ноября 2020            |
| Нёрд разбирает одну из ранних игр для NES The Legend of Kage, которая была портом игры с аркадных автоматов. |                                               |                           |
| 186 | «Taito Legends 1 & 2»                         | 30 ноября 2020            |
| Обзор игр для аркадных автоматов от компании Taito, которые в середине 2000-х годов выходили на 2-х сборниках для PS2. |                                               |                           |
| 187 | «The Simpsons: Bartman Meets Radioactive Man» | 15 декабря 2020           |
| Обзор игры The Simpsons: Bartman Meets Radioactive Man, которая вышла на NES. |                                               |                           |

### Сезон 15 (2021)
| № | Название                                                                          | Дата оригинального показа |
| --- | --------------------------------------------------------------------------------- | ------------------------- |
| 188 | «Shrek Fairy Tale Freakdown»                                                      | 15 марта 2021             |
| Обзор игры Shrek: Fairy Tale Freakdown для Game Boy Color. |                                                                                   |                           |
| 189 | «Darkman»                                                                         | 30 марта 2021             |
| Расстроенный тем, что из-за пандемии COVID-19 приходится оставаться дома, Нёрд делает обзор на игру Darkman для NES, основанную на одноимённом фильме. |                                                                                   |                           |
| 190 | «Fear and Loathing in Vegas Stakes»                                               | 30 апреля 2021            |
| Нёрд рассказывает об играх про казино, когда его адвокат советует ему переодеться в Рауля Дюка и отправиться непосредственно в Лас-Вегас. По дороге Нёрд играет в Road Runner’s Death Valley Rally, игру про персонажей Looney Tunes Хитрого койота и Дорожного бегуна. Находясь в Вегасе Нёрд погружается в странную японскую игру для PlayStation под названием LSD: Dream Emulator. |                                                                                   |                           |
| 191 | «3DO Interactive Multiplayer»                                                     | 14 мая 2021               |
| Нёрд разбирает библиотеку приставки 3DO: Crash ’n Burn, Road Rash, Gex, Captain Quazar, Soccer Kid, Battle Chess, The Horde, Super Street Fighter II Turbo, Way of the Warrior, Virtuoso, Alone in the Dark, Cyberia, PO’ed, Doom, Demolition Man, Hell, Mad Dog McCree и Crime Patrol.                                                                                                |                                                                                   |                           |
| 192 | «Corpse Killer»                                                                   | 28 мая 2021               |
| Нёрд возвращается к игре Corpse Killer, которую он не смог запустить в 25-м выпуске на Sega CD, только в этот раз он запускает её на 3DO. |                                                                                   |                           |
| 193 | «Sega Game Gear VHS Tapes»                                                        | 18 июня 2021              |
| Нёрд рассказывает про причудливую рекламу Sega Game Gear, которая распространялась на видеокассетах в отелях Howard Johnson’s. |                                                                                   |                           |
| 194 | «Carmageddon 64»                                                                  | 9 июля 2021               |
| Нёрд разбирает печально известный порт игры Carmageddon для Nintendo 64. |                                                                                   |                           |
| 195 | «Pac-Man 2: The New Adventures»                                                   | 30 июля 2021              |
| Нёрд рассказывает про игру Pac-Man 2: The New Adventures (Sega Genesis), которая была совсем не похожа на оригинал. |                                                                                   |                           |
| 196 | «The Rocketeer»                                                                   | 20 августа 2021           |
| Обзор игр для NES и SNES по фильму «Ракетчик». |                                                                                   |                           |
| 197 | «Greendog»                                                                        | 10 сентября 2021          |
| Обзор игры Greendog: The Beached Surfer Dude!. |                                                                                   |                           |
| 198 | «Commodore 64»                                                                    | 25 сентября 2021          |
| Обзор на Commodore 64. |                                                                                   |                           |
| 199 | «Freddy & Jason (Commodore 64)»                                                   | 27 октября 2021           |
| Выпуск из Хэллоуинского цикла, обзор некоторых хоррор-игр на Commodore 64, обзор Friday the 13th и A Nightmare on Elm Street, Нёрд подвергается нападению со стороны Джейсона Вурхиса и Фредди Крюгера, жаждущих мести. |                                                                                   |                           |
| 200a | «The Angry Video Game Nerd 200th Episode: Part 1 — LJN History and Movie Games»   | 7 декабря 2021            |
| В первой части 200-го эпизода Нёрд рассказывает об истории издателя LJN, и обозревает (помимо ранее описанных) другие версии игр, выпущенных по известным кинофраншизам из библиотеки данной фирмы. Кроме того, Нёрд становится официальным владельцем компании и нанимает Сэма Беддо, чтобы тот помог сделать улучшенную версию игры Back to the Future на NES.                       |                                                                                   |                           |
| 200b | «The Angry Video Game Nerd 200th Episode: Part 2 — LJN Sports and Marvel Games»   | 10 декабря 2021           |
| Во второй части 200-го эпизода Нёрд обозревает спортивные игры и игры по персонажам Marvel из библиотеки LJN. |                                                                                   |                           |
| 200c | «The Angry Video Game Nerd 200th Episode: Part 3 — LJN Wrestling and Other Games» | 21 декабря 2021           |
| В третьей, заключительной части 200-го эпизода Нёрд рассказывает об играх, связанных с рестлингом, а также о других играх из библиотеки LJN. |                                                                                   |                           |

### Сезон 16 (2022)
| № | Название                   | Дата оригинального показа |
| --- | -------------------------- | ------------------------- |
| 201 | «The Last Ninja»           | 17 марта 2022             |
| Обзор игры The Last Ninja для NES. |                            |                           |
| 202 | «Contra How I Remember It» | 26 апреля 2022            |
| Нёрд хочет рассказать о хороших играх из своего детства и вспоминает о Contra и Super Contra. Тем не менее, он рассказывает и о плохих играх в этой серии: Contra Force, Contra: Legacy of War и C: The Contra Adventure.                                              |                            |                           |
| 203 | «Purr Pals»                | 23 июня 2022              |
| Нёрд сообщает, что он кошатник и рассказывает о Purr Pals для Wii. |                            |                           |
| 204 | «Hudson Hawk»              | 31 августа 2022           |
| Обзор игры Hudson Hawk для NES по мотивам фильма «Гудзонский ястреб». |                            |                           |
| 205 | «DOOM»                     | 30 октября 2022           |
| Нёрд признаёт величие Doom на ПК, но сокрушается из-за ужасных портов этой игры на игровых консолях. Нёрд беседует с Джоном Ромеро. |                            |                           |
| 206 | «Garfield»                 | 22 декабря 2022           |
| Обзор игр про Гарфилда. Нёрд упоминает о невышедшей игре для Atari 2600 и подробно разбирает A Week of Garfield (японский эксклюзив для Famicom), Garfield: Caught in the Act (Sega Genesis) и Garfield Labyrinth (Game Boy), которая оказывается не тем, чем кажется. |                            |                           |

### Сезон 17 (2023)
| № | Название                              | Дата оригинального показа |
| --- | ------------------------------------- | ------------------------- |
| 207 | «Kid Icarus»                          | 24 февраля 2023           |
| Нёрд пытается разобраться насколько хорошо сохранилась Kid Icarus (NES), считающаяся классикой. |                                       |                           |
| 208 | «Earthworm Jim Trilogy»               | 28 апреля 2023            |
| Обзор игр про червяка Джима. От хорошей первой Earthworm Jim, через ставшую хуже Earthworm Jim 2 и до ужасной Earthworm Jim 3D.                                                                               |                                       |                           |
| 209 | «Indiana Jones: Crystal Skull + More» | 30 июня 2023              |
| Эпизод является продолжением 48 выпуска. На дворе 2008 год и Нёрд продолжает разбирать игры про Индиана Джонса, предвкушая свой поход в кинотеатр на фильм «Индиана Джонс и Королевство хрустального черепа». |                                       |                           |
| 210 | «A Boy and His Blob»                  | 24 августа 2023           |
| Нёрд пытается пройти по-своему новаторскую для своего времени A Boy and His Blob: Trouble on Blobolonia (NES).                                                                                                |                                       |                           |
| 211 | «Beating Jekyll and Hyde»             | 28 октября 2023           |
| С ненависти к игре Dr. Jekyll and Mr. Hyde в своё время началась карьера Нёрда. В 95 выпуске он уже пытался её пройти, но безуспешно. В этот раз Нёрд полон решимости всё же закончить эту игру.              |                                       |                           |
| 212 | «Final Fantasy 6»                     | 23 декабря 2023           |
| Нёрд собирается пройти Final Fantasy VI (в Северной Америке была известна под названием Final Fantasy III), которую он так и не смог пройти в детстве.                                                        |                                       |                           |

### Сезон 18 (2024)
| № | Название                           | Дата оригинального показа |
| --- | ---------------------------------- | ------------------------- |
| 213 | «The Goonies 1 & 2»                | 25 февраля 2024           |
| Нёрд проходит The Goonies для Famicom, созданную по фильму «Балбесы», а затем играет в The Goonies II для NES. Хотя оригинальный фильм не имел второй части.                                                                             |                                    |                           |
| 214 | «My Horse Prince»                  | 19 апреля 2024            |
| Нёрд купил себе iPhone и решил поиграть на телефоне. Его выбор пал на игру My Horse Prince, где анимешная девушка общается с конём, у которого человеческое лицо.                                                                        |                                    |                           |
| 215 | «What Is the Best Castlevania?»    | 8 мая 2024                |
| Прошло 20 лет с момента выхода первого ролика. В нём Нёрд ругал игру Castlevania II: Simon’s Quest, назвав её худшей в серии Castlevania. Теперь же он пытается ответить на вопрос какую игру можно было бы назвать лучшей в этой серии. |                                    |                           |
| 216 | «SimCity»                          | 25 июня 2024              |
| Нёрд пытается покорить SimCity для SNES, попутно играя в Kung Food на Atari Lynx. |                                    |                           |
| 217 | «Glover»                           | 28 июля 2024              |
| Нёрд играет в Glover для Nintendo 64. |                                    |                           |
| 218 | «Déjà Vu»                          | 28 августа 2024           |
| Нёрд разбирает редкого гостя на NES, портированный с компьютеров point-and-click квест Déjà Vu. |                                    |                           |
| 219 | «Nosferatu»                        | 27 октября 2024           |
| Выпуск на Хэллоуин. Обзор Nosferatu для SNES. |                                    |                           |
| 220 | «Blaster Master»                   | 26 ноября 2024            |
| Обзор Blaster Master для NES. |                                    |                           |
| 221 | «Game Glitches: The Legacy Sequel» | 20 декабря 2024           |
| Новый выпуск с обзором глюков от Глючного Гремлина. |                                    |                           |

### Сезон 19 (2025)
| № | Название                     | Дата оригинального показа |
| --- | ---------------------------- | ------------------------- |
| 222 | «Gex Trilogy»                | 24 февраля 2025           |
| У недолговечной 3DO был маскот геккон по имени Гекс. Нёрд делает обзор на трилогию игр о нём: Gex, Gex: Enter the Gecko и Gex 3: Deep Cover Gecko. |                              |                           |
| 223 | «Video Game Commercials»     | 4 марта 2025              |
| Обзор старых рекламных роликов видеоигр. |                              |                           |
| 224 | «Dragon’s Lair Re-Revisited» | 16 мая 2025               |
| Нёрд снова пытается покорить Dragon’s Lair для NES, речь о которой уже шла в 37 выпуске.                                                           |                              |                           |

## Другое

### Фильм (2014)
| Название                         | Краткое описание                                                 | Дата премьеры |
| -------------------------------- | ---------------------------------------------------------------- | ------------- |
| Angry Video Game Nerd: The Movie | Фильм посвящён игре E.T. для Atari 2600 и свалке видеоигр Atari. | 21 июля 2014  |

### Отдельные видео
| Название серии                                                      | Краткое описание |
| ------------------------------------------------------------------- | --- |
| Toilet Tuesday                                                      | Это пародия на известный интернет мем Nintendo 64 Kid. |
| The Anger Begins                                                    | Домашнее видео 1988 г. Где юный Д. Рольф играет в Super Mario Bros. |
| Wii Salute (History of Video Game Wars)                             | Выпуск в котором Angry Video Game Nerd рассказывает о противостоянии игровых консолей (в основном между Nintendo и Sega). AVGN в конце видео говорит то что он будет болеть за Nintendo Wii.                                                          |
| Top 10 Angry Video Game Nerd Moments of 2006                        | Десять лучших моментов из эпизодов за 2006 на Screwattack.com |
| DuckTales (Video Game Vault, a ScrewAttack featurette)              | Обзор DuckTales |
| A Very Nerdy Non-Canonical Captain S Christmas                      | Рождественский выпуск совместно с Captain S. |
| Top Ten Nerd Moments 2007                                           | Десять лучших моментов из эпизодов за 2007 на Screwattack.com. |
| AVGN responds to the Nostalgia Critic!                              | AVGN отвечает Nostalgia Critic. |
| AVGN: E3 recap 2008                                                 | AVGN посетил E3 и делится своими впечатлениями. |
| AVGN: PROMO — Deadly Towers: Special Episode                        | AVGN просит своих фанатов, написать текст для предстоящего обзора |
| Ricky 1 Review                                                      | AVGN принимает вызов Критика и делает обзор фильма Ricky 1. |
| The Angry Video Game Nerd VS The Nostalgia Critic: The Final Battle | Финальная битва между AVGN и Критиком |
| James Rolfe — Meet the Nerd!                                        | Джеймс Рольф даёт интервью GameZombie.tv |
| Frankenstein Outtake                                                | Неудачные дубли |
| Top 10 AVGN Moments of 2008                                         | Десять лучших моментов из эпизодов за 2008 г. на Screwattack.com |
| Mike and I playing Odyssey                                          | Джеймс Рольф и Майк Матей играют в Magnavox Odyssey. |
| One Year Anniversary Brawl                                          | Битва между Критиком и Задротом с участием других персонажей с TGWTG.com |
| Critic and Nerd Joint Review                                        | AVGN и Критик делают обзор на Teenage Mutant Ninja Turtles: The Making of the Coming Out of Their Shells Tour |
| Ghostbusters Xbox 360 Review                                        | Обзор Джеймса Рольфа на Ghostbusters (Xbox 360) |
| Crazy Castle Outtake                                                | Неудачные дубли |
| The History of Super Mecha Death Christ                             | История Super Mecha Death Christ |
| Top 10 AVGN Moments of 2009                                         | Десять лучших моментов из эпизодов за 2009 г. на Screwattack.com. |
| Top 20 AVGN Rants                                                   | 20 лучших моментов |
| E3 2010: Nintendo Booth Tour                                        | AVGN посетил E3 и делится своими впечатлениями |
| E3 2010: Day 2                                                      | AVGN посетил E3 и делится своими впечатлениями |
| E3 2010: Day 3                                                      | AVGN посетил E3 и делится своими впечатлениями |
| Holiday Memories                                                    | Nerd вспоминает события из Рождественских последние четыре года. |
| TMNT Tournament Fighters Challenge SNES                             | Джеймс и Майк заключают пари в игре TMNT Tournament Fighters. Часть серии Turtle Tuesdays |
| Ninja Baseball Bat Man                                              | Обзор Ninja Baseball Bat Man |
| Family Game Funness                                                 | Джеймс и Пэт Контри (Pat the NES Punk) играют в семейные игры на NES, такие как Pictionary, Bible Buffet, Family Feud, и MTV’s Remote Control. Они также попытались сыграть в Battleship, но они обнаруживают то что она рассчитана на одного игрока. |
| Contra Memories                                                     | В этом выпуске Рольф рассказывает, как впервые прошёл игру Contra |
| Sonic Memories                                                      | В этом выпуске Джеймс делится своими впечатлениями от первых видеоигр о Сонике |
| Double Dragon Memories                                              | Воспоминания Джеймса об игре Double Dragon |
| Nerd Memories: Mortal Kombat                                        | Воспоминания Джеймса об играх серии Mortal Kombat |
| SNES vs. Sega Genesis parts 1 & 2                                   | Сравнения Джеймса консолей 16-битной эры SNES и Sega Genesis |
| Nerd Memories: Killer Instinct                                      | Воспоминания Джеймса об игре Killer Instinct |
| Nerd Memories: Super Mario Kart                                     | Воспоминания Джеймса об игре Super Mario Kart |
| AVGN Holiday Memories 2006—2020                                     | Монтаж новогодних выпусков |